# Budy Mdzewskie
Budy Mdzewskie – kolonia w Polsce położona w województwie mazowieckim, w powiecie mławskim, w gminie Strzegowo.
Administracyjnie kolonia jest sołectwem.
W latach 1975–1998 miejscowość administracyjnie należała do województwa ciechanowskiego.